# Eccles
|  | Per a altres significats, vegeu «Solomon Eccles». |

Eccles és un municipi francès al departament del Nord (regió dels Alts de França). L'any 2006 tenia 325 habitants.
| 1962                                       | 1968 | 1975 | 1982 | 1990 | 1999 | 2006 |
| ------------------------------------------ | ---- | ---- | ---- | ---- | ---- | ---- |
| 110                                        | 110  | 101  | 111  | 113  | 111  | 106  |
| Des de 1962: població sense dobles comptes |      |      |      |      |      |      |